# エンジンブロー
エンジンブローとは、エンジンが何らかの故障や異常によって、著しい損傷を蒙ることである。
英語圏ではengine blow-outやengine blow-upと呼ばれる。

## レシプロエンジンの場合
レシプロエンジンの場合、外部からの強い衝撃によるシリンダーブロックやクランクシャフトなどの物理的な損傷や焼きつきによる固着、コネクティングロッドの折損、ピストンの溶解、吸排気バルブステムの折損、バルブとピストンの干渉、ヘッドガスケットの吹き抜けなどをまとめてエンジンブローと呼ぶことが多い。
エンジンオイルの供給が不足ないしは滞った場合、潤滑が必要な部品において著しい磨耗が発生する。シリンダー内部に傷が入ったり、ベアリングメタルのクリアランスが拡大してシャフトのスムーズな回転ができなくなる。4ストロークエンジンにおいてはクランクシャフトとシリンダーブロック間のメタル（親メタル）が焼き付き、回転不能に陥ることもある。コンロッドメタル（子メタル）の焼き付きは深刻な事態を招く。メタルの焼き付きによりロッドが固着、クランクシャフトに振り回され、ロッドと共にピストンピンがピストンを破壊しながら共にシリンダーブロックを突き破る。シリンダーブロック（クランクケース）内にはオイル飛沫が充満しているため、穴の開いたシリンダーブロックからはオイルが大量に噴出する。これが排気系にかかれば車両火災になることもある。
ターボチャージャーのコンプレッサーブレードが折損する、タイミングベルトの裂断によってバルブが干渉して折れるなどによって生じた硬質な金属破片は、シリンダー内部に入り込み、バルブ、シリンダー、シリンダーヘッド、ピストンに損傷を与える。シリンダーの再ボーリング、シリンダーヘッドやピストン、バルブの交換が必要になる。ターボエンジンにおいては、他にもウェイストゲートバルブの不良により、設定過給圧以上のブースト圧が掛かり続け、結果的にエンジンの破損に至るトラブルも見受けられる。エアクリーナーを取り外した場合には、空気中の微細なごみの侵入によってピストンやシリンダーの寿命は大幅に短くなる。時に砂ぼこりなどが激しく舞い立った場合には砂の侵入でピストン吹き抜けやバルブシート破損によるエンジンブローが一気に発生する場合もある。
デトネーションなどでピストンが融解した場合、シリンダーヘッドに深刻な損傷がなければピストン交換で済む場合がある。ターボ車において、過給圧を上げたにもかかわらずそれに見合った燃料を増加しないと、エンジンの過熱を招きピストンの吹き抜けやバルブ折損などを招く。ピストンが破損しなかった場合でも、点火プラグの電極が溶け落ちて、最悪の場合には電極が脱落して燃焼室内を傷つける場合もある。
一般的にエンジン設計者が設定した許容最大回転数以上に回転を上げ続けると、ピストンの重大なトラブルやバルブスプリングのサージングを起こす可能性が飛躍的に増す。レブリミッターの解除を併用した無謀な高回転多用や、レッドゾーン付近で急激なシフトダウンなどで無理なエンジンブレーキを掛けた場合、前者の場合にはピストンの焼き付き、後者の場合にはタイミングベルトの断裂や激しいバルブサージングによってバルブコッターが外れ、俗に「バルブが落ちる」と表現するように、シリンダー内にバルブの傘部が落下しシリンダー内を損傷する。
ノッキングという異常燃焼が燃焼室内において衝撃波を発生し、結果としてピストンの棚落ちや融解、ピストンリング破損、バルブの融解、シリンダーヘッドの局部的な溶損などの損傷を与える。
吹き抜けは高温高圧の燃焼ガスによってシリンダーブロックとシリンダーヘッドの合わせ面に溶融で生じた通路が発生する（ヘッドガスケットも損傷する）。オーバーヒートに伴いシリンダーヘッド合わせ面に歪みが生じて吹き抜けが起こることもあり、この場合にはヘッドガスケット交換のみならず、シリンダーヘッド合わせ面の修正面研も必要になる。
エンジンのエアインテーク系統が水没した状態で運転を行うとシリンダー内部に水が入り、この状態でクランクを回すと水は圧縮できないため、コンロッドやクランクシャフトが曲がったり、折れてしまうことがある。この破壊の原因をウォーターハンマーと呼ぶ。

## ジェットエンジンの場合
ジェットエンジンではバードストライクなどに代表されるFOD(Foreign Object Damage)、コンプレッサーストールやスタグネーション、（ターボファンエンジンの場合）ファンストール、ベアリング等の損傷による軸破壊などがある。
ジェットエンジン、特にターボジェットエンジン、ターボファンエンジンの場合の特性として「運用を想定していない流れの空気を吸い込むことによってエンジンブローを起こしうる」という特性がある。これは、たとえ正常にエンジンのメンテナンスを行っていても、正しい操縦を行わないとエンジンブローを起こしうることを意味する。
タキシング中の場合、エンジンの回転数に対し空気の流れが遅すぎるとサージング（サージ、圧縮機失速）という現象を起こすことがある。この時、航空機にはサージを警告する表示などは装備されていないことが多いので、回転計や排気温度計、ノズル指示系などを見てサージを判断、エンジンが融けてしまう前に素早く燃料カットオフを行う必要がある。
また、ターボファンエンジンで超音速域での巡航中に急にスロットルを絞ると、エンジンの回転数に対し空気の流入量が多くなりすぎて、ファンがストールしてしまう。ファンのストールは軸を伝ってコンプレッサーの回転に影響を及ぼし、やはりエンジンは溶融しうる。
戦闘機では急激な機動を取った場合は乱れた空気を吸い込むことになりやすい。特に民間機の場合は翼の下にエンジンが設けられており、エンジン周りに構造物が少ないのに対し、戦闘機では胴体内にエンジンが設けられているためコンプレッサーストールの頻度が高い。コンプレッサー前部でストールを起こすと、ストールした部位から後ろに空気の流入が不足し、エンジンを融かすことになる。
近年はエンジンの電子制御が進んでいるためサージは自動的に燃料カットアウト、超音速巡航時には急にスロットルを絞ってもエンジンは反応しないように設計されている（IDLEロックアップという）。
FODの例としては鳥だけでなく、小石、金属片、氷など色々な物が問題になりうる。このため、滑走路は小石などを吸い込まないように常に掃除しておくことが推奨される。
航空機は高度の高いところを飛ぶため、ファン前縁部に氷が付着することがある。着氷によりファンの形が変わってしまうため、ストールを起こしやすくなる他、氷が剥がれ落ちるとFODとしてエンジンにダメージを与えうる。このため、一部の航空機では防氷装置が設けられている。

## エンジンブローと事故
自動車の場合、エンジンブローを起こすと走行不能、もしくは火災になる可能性が高い。2008年5月28日に発生した西日本ジェイアールバスのメガライナー火災事故はエンジンブローによる発火説が有力である。オートバイにおけるエンジンブローは操縦安定性を損なう恐れがある。特に2ストローク機関の場合、潤滑油が供給されなくなると速やかに焼き付きが起こる。重篤な症状になると2ストロークエンジンの場合にはピストンがシリンダーに焼き付き、エンジンが突然ロックしてオートバイなどでは転倒などの事故を招く。
飛行機のエンジンブローは自動車などに比べて極めて重大な結果を引き起こす。そのため、双発飛行機は片方のエンジンが停止しても飛行を継続できるように設計され、単発飛行機においてはsimulated flameout landing pattern と呼ばれるエンジン停止時の着陸航法が用意されている。また、洋上飛行を前提とした飛行機では単発飛行機は敬遠される。民間機においてはバードストライクを起こしてもエンジンブローを起こさないよう(=飛行を継続できるよう)広いサージマージンを取ったエンジンが採用されるのが一般的である。